# Pokoli Csoszon

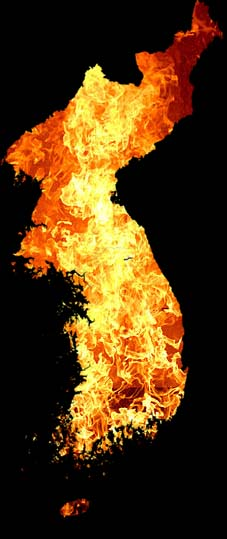

A Pokoli Csoszon, angol nyelven: Hell Joseon, Hell Chosun vagy Hell Korea, (koreaiul: 헬조선) egy szatirikus dél-koreai kifejezés, amely 2015 körül vált népszerűvé. A kifejezés a dél-koreai társadalmi-gazdasági helyzet kritizálására szolgál. A kifejezés először a fiatalabb koreaiak körében vált népszerűvé, a modern dél-koreai társadalom munkanélküliségével és munkakörülményeivel kapcsolatos érzéseik miatt.

## Etimológia
A kifejezés a „Pokol” és a „Csoszon” szavak keveréke, ami azt jelenti, hogy „(Dél-)Korea egy pokoli, reménytelen társadalom”. Bár a kifejezés magánszemélyektől indult az interneten, később a tömegmédia is átvette.

## Fogalma
A kifejezést a kormány politikájára vonatkozó panaszokban használták, amelyekről úgy vélik, hogy hozzájárulnak a fiatalok munkanélküliségéhez, a gazdasági egyenlőtlenséghez, a túlzott munkaidőhöz, ahhoz, hogy a kemény munka ellenére sem lehet kitörni a szegénységből, a társadalom előnyben részesíti a saját érdekeket, és a mindennapi élet irracionalitásához. 2015 szeptemberében a kifejezés használata a közösségi oldalakon, például a Twitteren és a Facebookon keresztül nőtt meg, és különösen a fiatalabbak körében terjedt el 2015 szeptemberében.
2019-ig a kifejezést egy új kifejezés, a „Tal-Jo” váltotta fel, amely az „elhagy” és a „Csoszon” szavakból álló szóösszerántás, és amelyet talán leginkább úgy lehetne fordítani, hogy „Menekülés a pokolból”.

## Háttér
A „Pokoli Csoszon” kifejezés gyors elterjedésének egyik széles körben elfogadott oka a társadalmi diskurzus és a társadalmi egyenlőtlenséggel kapcsolatos tudatosság növekedése Dél-Koreában.

### Katonai
Dél-Koreában kötelező katonai szolgálatot előíró sorkatonai rendszer működik. A jelenlegi katonai szolgálati idő 1 év és 9 hónap Dél-Koreában. A besorozott koreaiak idejük nagy részét a hadseregben töltik a társadalomtól elszakadva. Még a kötelező katonai szolgálat alatt is egyenlőtlenségek vannak a társadalmi osztályok miatt, és a sorkatonákat a zaklatás és más visszaélések veszélye fenyegeti, annak ellenére, hogy ez hivatalosan tilos. Ez a néhány ok az oka, amiért a koreaiak megpróbálják elkerülni a kötelező katonai szolgálatot, ami viszont a behívók elkerülésének kérdését hozta létre. Az emberek elkezdték felhasználni személyes hatalmukat, például a vagyonukat vagy kapcsolataikat, hogy mentességet szerezzenek, vagy hogy „meneküljenek” egy kényelmes helyre a kényelmes életért. Az angol nyelvtudással rendelkező koreaiak pályáznak az amerikai katonák melletti KATUSA-ként való szolgálatra. A gazdag emberek pedig a pénzükkel szerezték meg a mentességhez szükséges dokumentumokat.

### Akadémiai követelmények
Dél-Koreában a legtöbb fiatal főiskolára jár, tudatában annak a hallgatólagos szabálynak, hogy aki nem jár főiskolára, annak nehézséget okoz majd a munkakeresés. Ennek okai között szerepel az egyetemekhez és a tudományos intézményekhez vagy a szülővároshoz kapcsolódó erős szervezeti kultúra. Ez a szervezeti kultúra a munkahelyi interjúk során is megmutatkozik. Ha azonos feltételekkel rendelkező embereket interjúztatnak, akkor olyan személy kíséri őket, aki ugyanabból az iskolából és szülővárosból származik, mint az interjúalany. Ez a kultúra a vállalatokon belül is létezik. A nem speciális iskolákból származó embereket diszkriminálják és selejtezik a felvételi eljárás során. Ez egyenlőtlenséget és elégedetlenséget okoz az emberek körében. A vállalaton belül az azonos iskolából vagy azonos régióból származó emberek összefognak, és frakciót alkotnak. Mivel a kívánatos állásokért éles verseny folyik, a siker és a tanulás iránti nyomás az akadémián óriási. Sok koreai iskolás jár valamilyen tanórán kívüli oktatásra, például magolóiskolákba angol nyelvből.

### Nagy népsűrűség
Korea népsűrűsége 519 fő/km². Szöul nagyon sűrűn lakott, körülbelül 16 593 fő/km². Ez a népsűrűség sokak számára szegénységet is okoz, és hozzájárul a kívánatos munkahelyekért (például biztonságosabb munkahelyek vagy magasabb társadalmi megítéléssel járó munkahelyek) és a lakóhelyért folyó versenyhez. Néhányan lemondtak a házassággal és gyermekekkel kapcsolatos reményeikről (az úgynevezett szampo-generáció), mivel nem engedhetik meg maguknak a családfenntartást, vagy inkább a szakmai életükre kívánnak összpontosítani.

### Kulturális befolyás
2015-ben a Hell Joseon című dél-koreai film megtöltötte a mozik nézőterét. 2015. szeptember 3-án a DC Inside megnyitotta a Hell Joseon galériát. 2015 szeptembere óta a kifejezés ismertsége jelentősen megnőtt az interneten. 2015 szeptembere óta a Dish Inside felhasználói is kifejezhetik a fiatalok elnyomott panaszait. 2015-ben több más film, talán a legjelentősebb a 2019-es Élősködők, hasonlóan kommentálta a dél-koreai társadalmi egyenlőtlenségeket.

### Kritika
A kifejezés kritikusai szerint „a felesleges ember, aki nem tesz semmit, a pokoli Csoszon történetét meséli el.” Arra is rámutatnak, hogy magát a kifejezést a társadalom egyenlőtlensége vagy abszurditása miatti elégedetlenség okozza, de az is problematikus, hogy valójában nem vár politikai cselekvést. Lee Er Young azt mondta: „Azok az országok, amelyek ki akarnak lépni a pokoli Csoszonból, nem a mennyországgal egyenlőek.” A jelenlegi foglalkoztatási és egyenlőtlenségi helyzet globális jelenség, amely az információs technológia fejlődésének eredménye.
Pak Kunhje, Dél-Korea volt elnöke, akit 24 év börtönbüntetésre ítéltek, azt mondta: „Egyre több az olyan új szó, amely tagadja nagyszerű modern történelmünket, és becsmérli a világunkat, amelyet irigyelt helyként élünk" – így bírálta a „Pokoli Csoszon” kifejezés trendjét. Hozzátette: „Az önlebecsülés, a pesszimizmus, a bizalmatlanság és a gyűlölet soha nem lehet a változás és a fejlődés hajtóereje.” Egyesek azonban azzal érveltek, hogy Park kormányának el kellene gondolkodnia azon, hogy miért született meg a „Pokoli Csoszon” kifejezés, mivel a kifejezés az ő elnöksége alatt született.
2019 januárjában Mun Dzsein elnök gazdasági tanácsadója, Kim Hjuncsul lemondott, miután közfelháborodást váltott ki, amiért azt mondta, hogy a fiatal, munkanélküli koreai nyelvtudással rendelkező diplomásoknak, akik nem találnak munkát Koreában, abba kellene hagyniuk a „Pokoli Csoszon” hibáztatását, és Délkelet-Ázsiába kellene költözniük koreai nyelvtanárnak.